# (5944) Utesov
(5944) Utesov es un asteroide perteneciente al cinturón de asteroides, región del sistema solar que se encuentra entre las órbitas de Marte y Júpiter, más concretamente a la familia de Eos, descubierto el 2 de mayo de 1984 por Liudmila Karachkina desde el Observatorio Astrofísico de Crimea (República de Crimea).

## Designación y nombre
Designado provisionalmente como 1984 JA2. Fue nombrado Utesov en homenaje a Leonid Osipovich Utesov, cantante, músico, actor, fundador y líder artístico ruso de la primera banda de jazz teatralizada rusa (1929).

## Características orbitales
Utesov está situado a una distancia media del Sol de 3,022 ua, pudiendo alejarse hasta 3,180 ua y acercarse hasta 2,864 ua. Su excentricidad es 0,052 y la inclinación orbital 10,81 grados. Emplea 1919,47 días en completar una órbita alrededor del Sol.

## Características físicas
La magnitud absoluta de Utesov es 12. Tiene 13,544 km de diámetro y su albedo se estima en 0,15. 